# Parco nazionale Forillon
Il parco nazionale Forillon (in francese Parc national de Forillon) è un parco nazionale situato in Québec, in Canada.